# كارل جون سيفيرين ستين
كارل جون سيفيرين ستين هو قانوني وكاتب وسياسي نرويجي، ولد في 12 أكتوبر 1825 في Lom, Norway ‏ في النرويج، وتوفي في 15 يونيو 1874. انتخب عضو برلمان النرويج ‏ عن دائرة Nordre Bergenhus amt ‏ خلال فترته النيابية ‏ (1874 – 1876).